# UIN
El UIN (acrónimo del Dark Sockets Unique Identification Number) es un término acuñado por la empresa Mirabilis, desarrolladora inicial del cliente de mensajería instantánea ICQ, para designar al número que identifica a cada cuenta de su red de forma única, el cual es asignado al registrarse como usuario de la misma.
En ICQ el UIN es el único dato permanente de la cuenta de usuario; el apodo y demás datos se pueden cambiar en cualquier momento sin tener que volver a registrarse. Como el UIN es una especie de número de documento, mientras más alto sea significa que más nueva es la cuenta. Debido al gran número de usuarios de ICQ, las identificaciones de usuario más recientes se encuentran por encima del número 600.000.000. En algunos casos, los números más simples y fáciles de recordar son vendidos en subastas por Internet o incluso secuestrados por otros usuarios.
- Datos: Q1938727